# Transporte en Guinea Ecuatorial

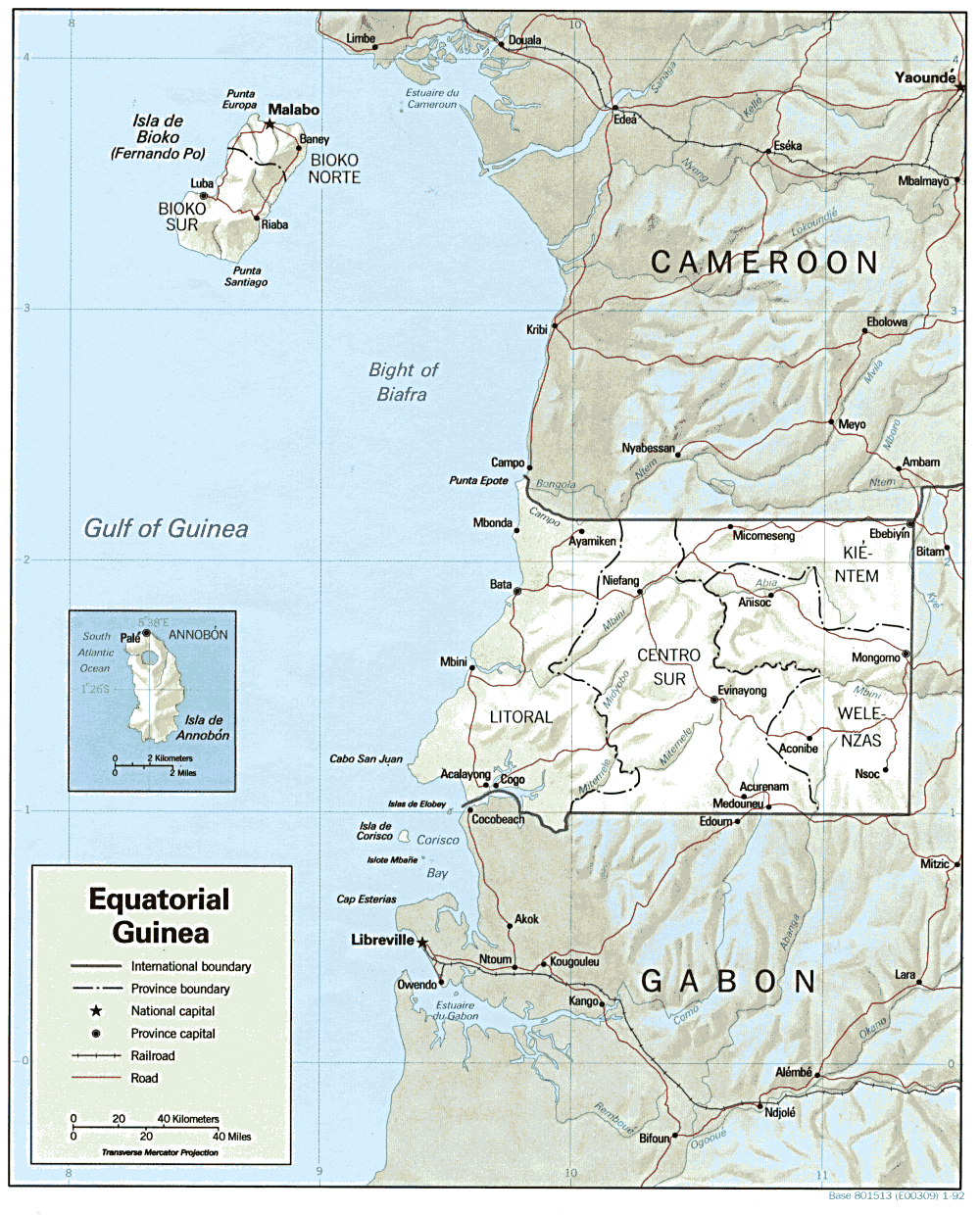
Mapa de las carreteras de Guinea Ecuatorial.

El transporte en la Guinea Ecuatorial se realiza básicamente con el uso de carreteras, prácticamente no hay ferrocarriles en Guinea Ecuatorial. Con el exterior se utiliza el transporte marítimo y aéreo.

## Transporte terrestre

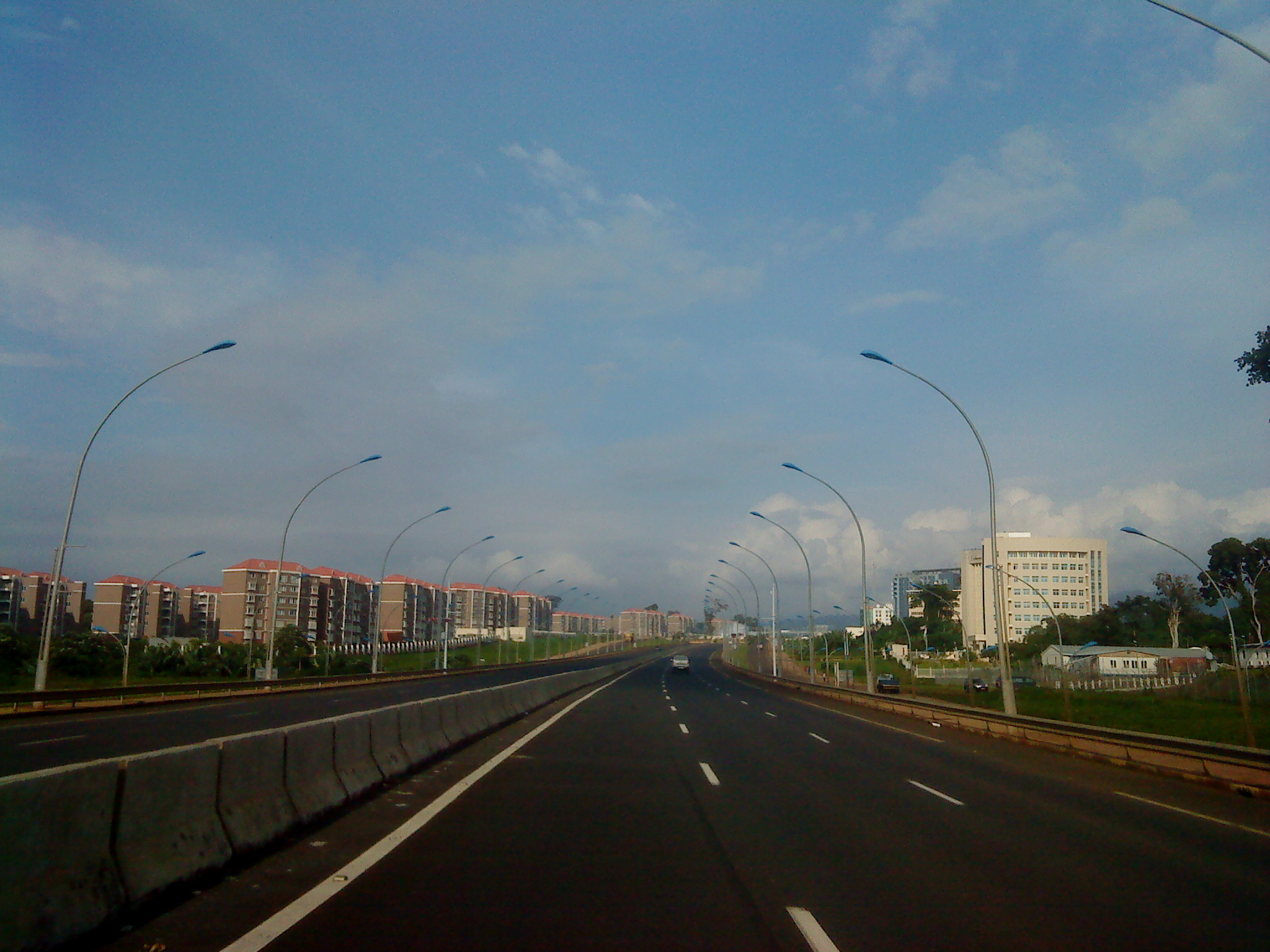
Una de las principales carreteras de Malabo

Hay 2880 kilómetros (1790 mi) de carreteras en Guinea Ecuatorial, la mayoría de las cuales no estaban pavimentadas en 2002, por lo que durante la temporada de lluvias, las carreteras suelen ser intransitables sin vehículos con tracción en las cuatro ruedas.
Se han construido autopistas urbanas en Malabo y nuevas carreteras por toda la isla de Bioko. Además, recientemente se construyó una autopista de dos carriles de 175 kilómetros de longitud que discurre entre Bata y el Aeropuerto Internacional Presidente Obiang Nguema en Mengomeyén, y se espera que pronto llegue a la ciudad de Mongomo, situada en la frontera con Gabón. Se han construido y se siguen construyendo carreteras que comunicarán Bata con la mayoría de las poblaciones de cierta importancia del interior —Niefang, Ebebiyín, Evinayong, Mongomo y la futura capital Oyala-Ciudad de la Paz, en construcción— y con los países vecinos Camerún y Gabón.
Actualmente no existe transporte ferroviario en Guinea Ecuatorial.

## Transporte marítimo

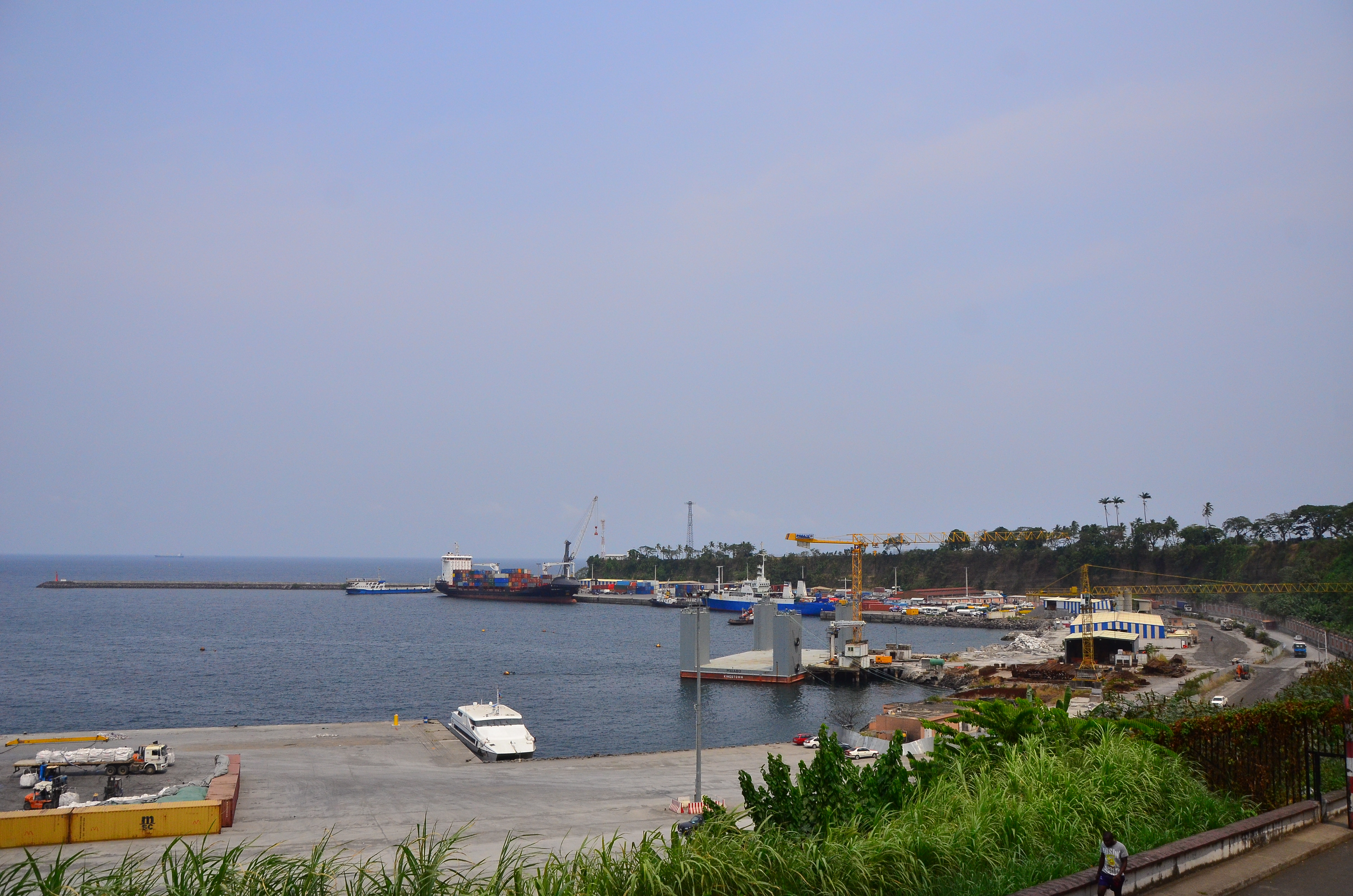
Puerto de Malabo.

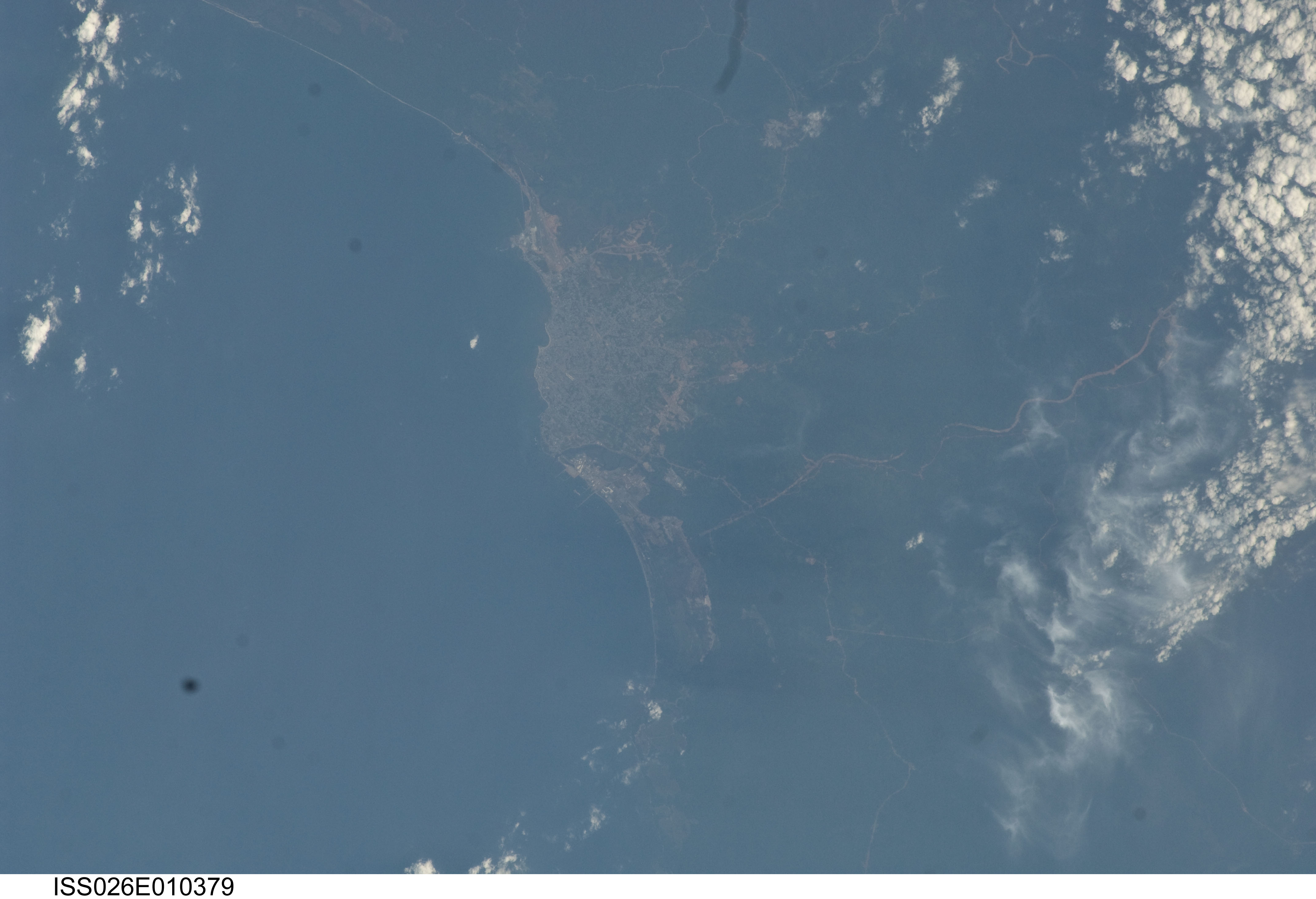
Puerto de Bata.

En Guinea Ecuatorial existen tres infraestructuras portuarias principales: el puerto de Malabo consta de 484 metros lineales de muelle, más un dique de abrigo de unos 400 metros. Dispone además de 60 000 metros cuadrados habilitados para depositar contenedores. Gracias a su profundidad natural, hasta 16 metros, el puerto permite albergar buques de gran calado. Actualmente está siendo ampliado para poder almacenar más mercancía y que sea posible el atraque de más barcos al mismo tiempo. El puerto de Bata también está siendo ampliado. Los puertos de Malabo y de Bata forman parte de las infraestructuras clave para desarrollar la estrategia del Gobierno ecuatoguineano para hacer del país un centro de interconexión aeroportuaria dentro del golfo de Guinea.
El puerto de Bata dispone de un muelle de 310 metros de longitud, con cuatro puntos de atraque. El calado en la parte interior es de 11 metros y en la exterior es de 11,30 metros. Zona Franca de Luba, con puerto incluido de 100 hectáreas, especializada en base logística y de aprovisionamiento de barcos petrolíferos. Inaugurado en 2003 en la ciudad de Luba, al oeste de la isla de Bioko, a unos 40 km de la capital, Malabo. K5 Oil Center: zona franca con puerto incluido especializado en servicios petroleros. Está situada en Malabo, en el kilómetro 5 de la carretera del aeropuerto. Otros puertos del país son los de Cogo, Corisco y Annobón. Hay un servicio regular entre Malabo y Bata.

### Marina mercante
En 2005, el país tenía por lo menos un barco mercante —un buque de carga de 1000 toneladas de registro bruto o más— en servicio, con un total de 6556 toneladas de registro bruto.
- Total: 1 barco —1000 toneladas de registro bruto (TRB) o más años— con un total de 1745 toneladas de registro bruto / peso 3434 toneladas métricas (TPM).

- Buques por tipo: (1) un buque de carga.[1]

## Transporte aéreo

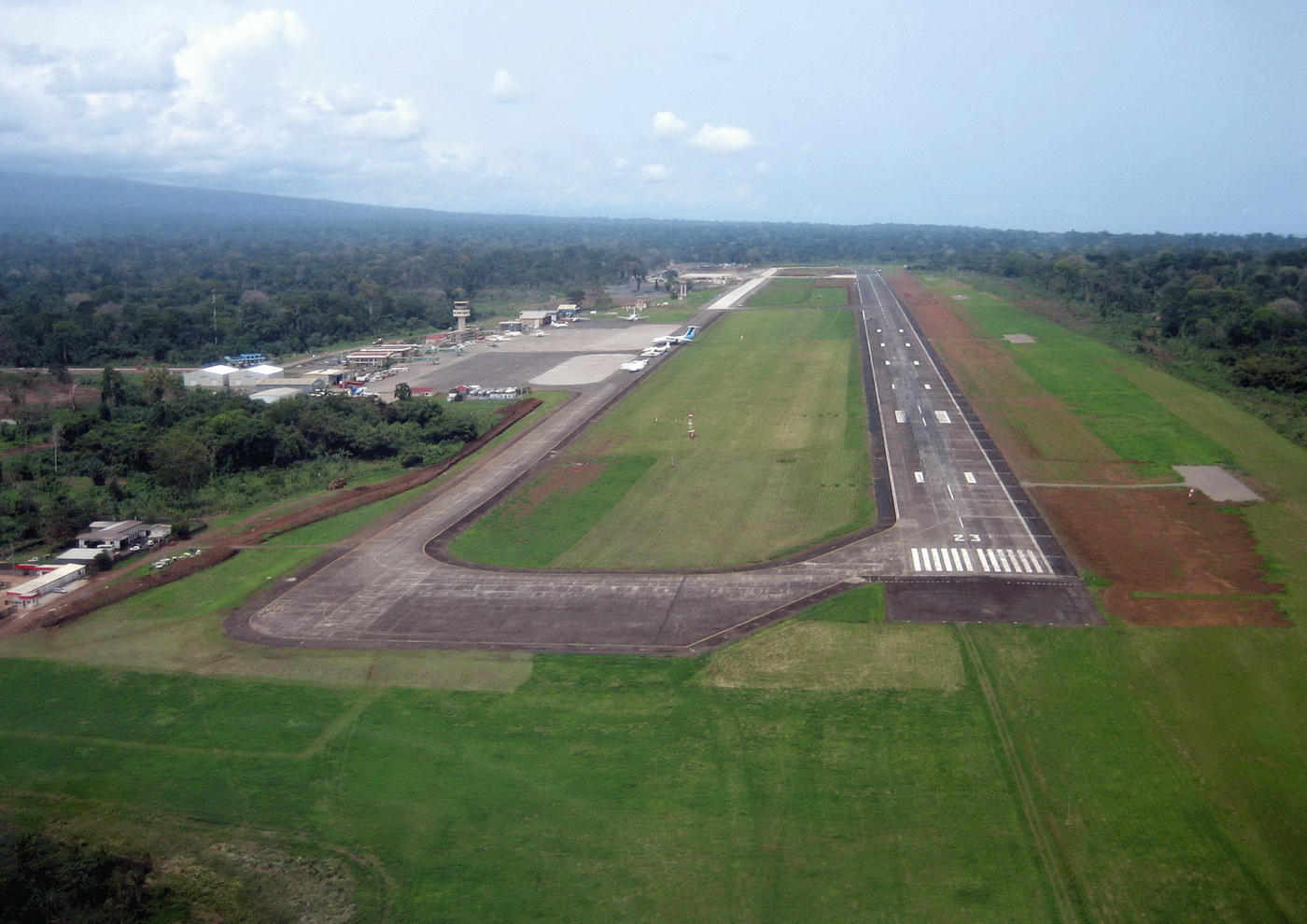
Aeropuerto de Malabo.

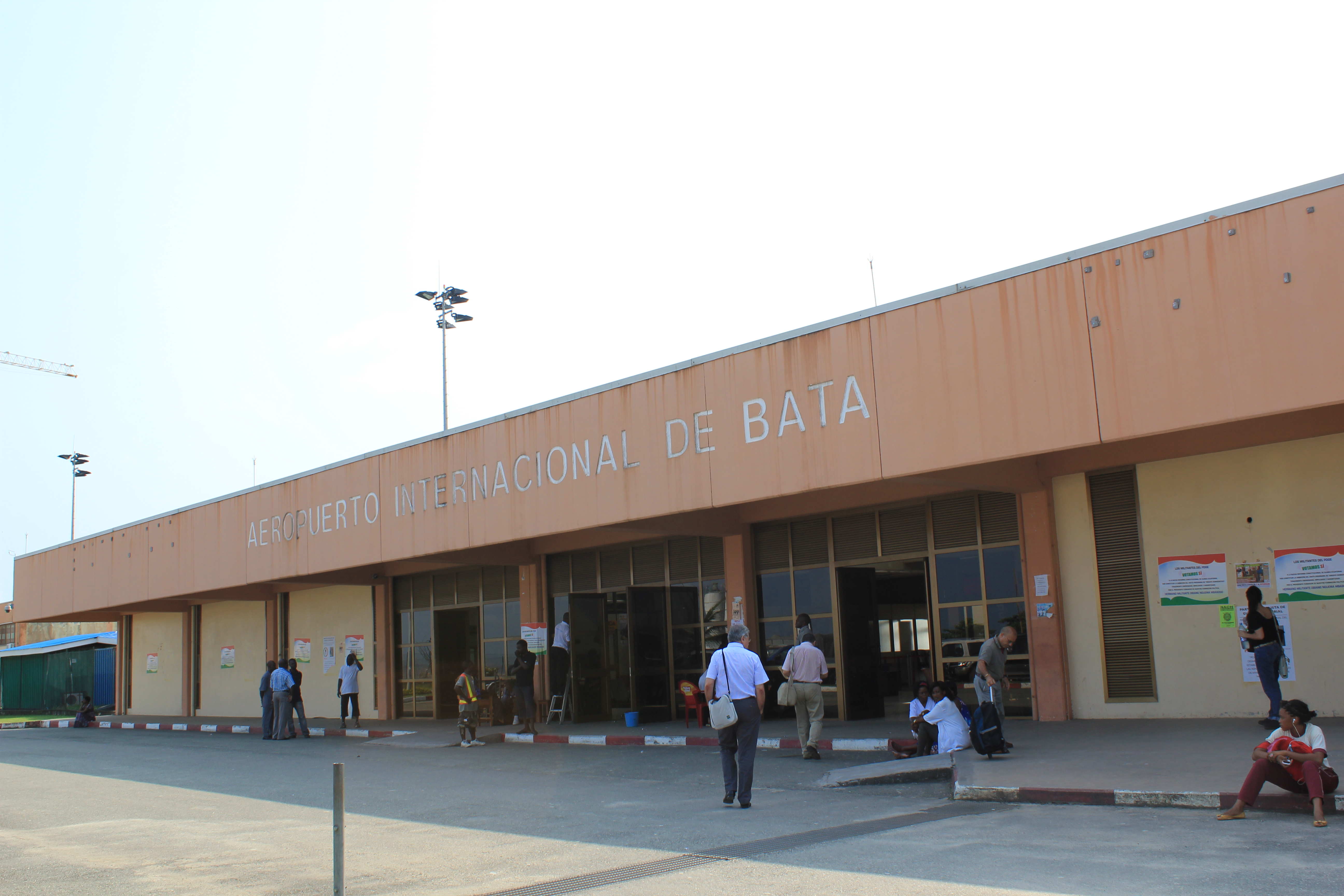
Aeropuerto de Bata.

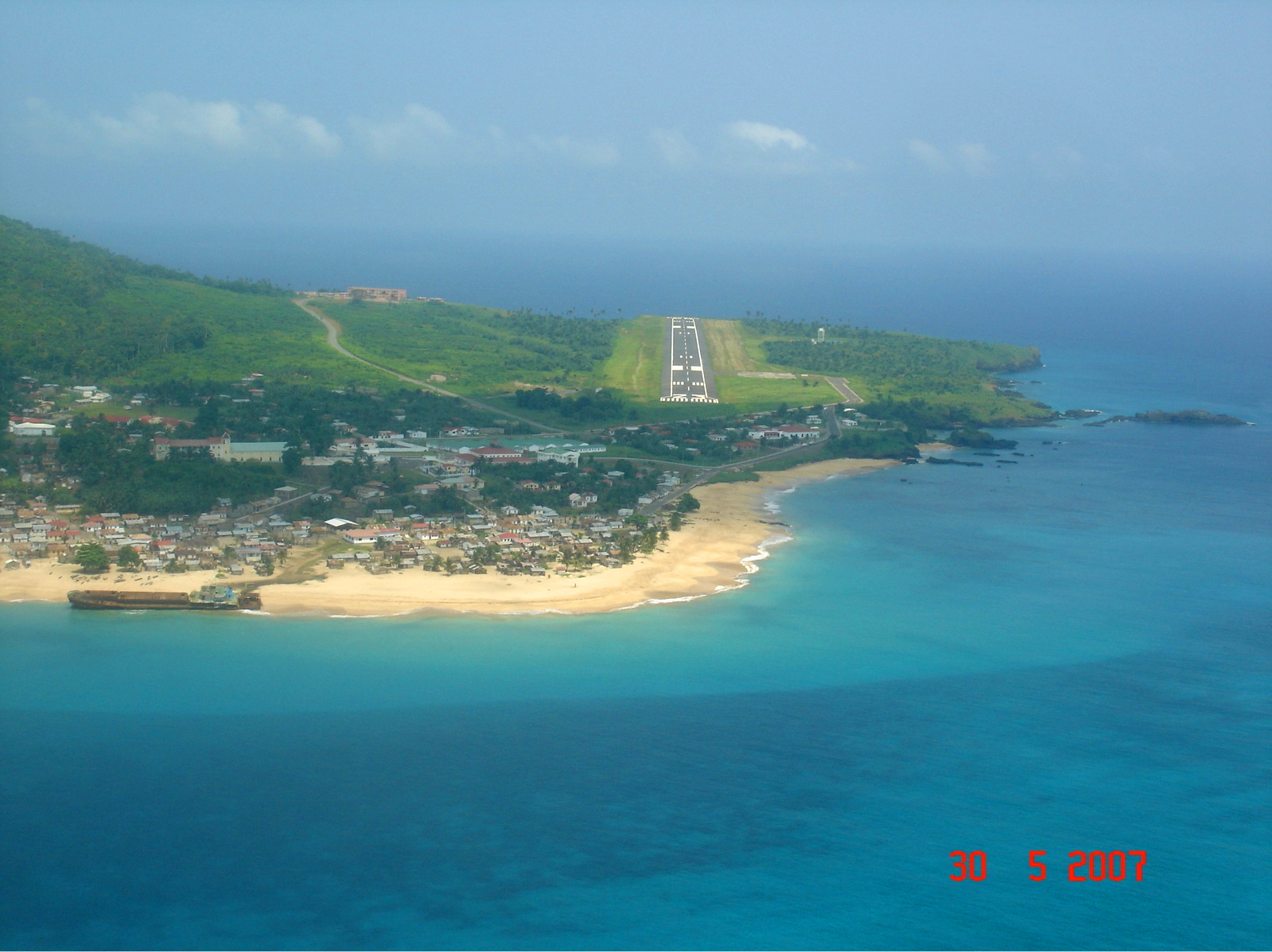
Aeropuerto de Annobón.

CEIBA Intercontinental es la aerolínea bandera del país, hay siete aeropuertos en Guinea Ecuatorial. Su aeropuerto principal es el Aeropuerto de Malabo-Santa Isabel, en Punta Europa, la isla de Bioko. Los vuelos internacionales operan desde aquí a los siguientes destinos:
- Madrid (España): CEIBA Intercontinental (cuatro vuelos semanales)
- París (Francia): Air France (tres vuelos semanales)
- Fráncfort del Meno (Alemania): Lufthansa (tres vuelos semanales)
- Casablanca (Marruecos): Royal Air Marroc (dos vuelos semanales)
- Estambul (Turquía): Turkish Airlines (un vuelo semanal)
- Cotonú (Benín): Cronos Airlines (dos vuelos semanales)
- Abiyán (Costa de Marfil): CEIBA Intercontinental (tres vuelos semanales)
- Acra (Ghana): CEIBA Intercontinental (tres vuelos semanales);
- Santo Tomé (Santo Tomé y Príncipe): CEIBA Intercontinental (tres vuelos semanales);
- Duala (Camerún) Ethiopian Airlines (3 vuelos semanales); Cronos Airlines (tres vuelos semanales)
- Libreville (Gabón): Royal Air Marrocc (dos vuelos semanales)
- Port Harcourt (Nigeria): Cronos Airlines  (dos vuelos semanales)
- Adís Abeba (Etiopía): Ethiopian Airlines (tres vuelos semanales)

Desde el aeropuerto de Malabo, se puede volar a cualquiera de los otros aeropuertos en el país, como:
- el Aeropuerto de Bata situado en Bata.
- el Aeropuerto Internacional Presidente Obiang Nguema en Mengomeyén.
- el Aeropuerto de Mongomo en Mongomo.
- el Aeropuerto de Ciudad de la Paz en Oyala-Ciudad de la Paz.
- el Aeropuerto Internacional de Annobón en la isla de Annobón.
- el Aeropuerto Internacional de Corisco en la isla de Corisco.[4]